# Гробница Богородицы
Гробни́ца Богоро́дицы — одна из главных христианских святынь; гробница, где, согласно Священному Преданию, апостолами была погребена Пресвятая Богородица. На третий день после похорон гробница была обнаружена пустой.
Находится в Гефсимании, у подножия западного склона Елеонской горы, в долине Кедрон, в Восточном Иерусалиме. Над гробницей сооружен пещерный храм Успения Богородицы, который принадлежит Иерусалимской православной церкви и Армянской церкви. Сирийская и Коптская православные церкви имеют доступ для совершения богослужений.

## Погребение Богородицы
Согласно церковному преданию, Богородица скончалась в Иерусалиме на горе Сион. Апостолы похоронили Её в Гефсимании, где находилась гробница Её родителей Иоакима и Анны, а также гробница Иосифа Обручника. Апокриф «Cказание об успении Святой Богородицы» (написан не ранее IV века) сообщает, что Богородица была похоронена апостолами «в Гефсимании в новом гробе». Отсутствовавший при погребении апостол Фома пришёл через три дня в Гефсиманию и попросил открыть гроб, чтобы проститься с Марией. Открытый гроб оказался пустым.
Повествование, известное как «Евфимиева история» (лат. Historia Euthymiaca, написано, вероятно, Кириллом Скифопольским в V веке), рассказывает о том, как император Маркиан и его жена Пульхерия попросили мощи Девы Марии у Ювеналия, Патриарха Иерусалимского, когда он присутствовал на Халкидонском соборе (451). Согласно рассказу, Ювеналий ответил, что на третий день после погребения гробница Богородицы была обнаружена пустой, только Её плащаница сохранилась в церкви в Гефсимании. В 452 году плащаница была отправлена в Константинополь, где хранилась во Влахернской церкви.

## Церковь Успения Пресвятой Богородицы

### История
Первое письменное упоминание о церкви на этом месте датируется VI веком, когда над гробницей Богородицы была построена круглая церковь императором Маврикием Тиберием. Храм был разрушен персами в 614 году. Затем церковь была перестроена и стала иметь два уровня.
В VII веке гробница Богородицы была вскрыта по решению Шестого вселенского собора, по преданию, в ней были найдены пояс и погребальные пелены.
Затем церковь вновь была разрушена (вероятно при Аль-Хакиме в 1009 году), но гробница Богородицы оставалась сохранной. Крестоносцы восстановили церковь также двухэтажной в 1130 году и сделали храмом бенедиктинского монастыря, назвав «Аббатская церковь Пресвятой Девы Марии Иосафата». Монастырский комплекс включал ранние готические колонны, красно-зелёные фрески и три защитные башни. Королева Мелисанда, дочь короля Балдуина II, была похоронена в нижней церкви в 1161 году.
Церковь была разрушена воинами Салах-ад-Дина, взявшими Иерусалим в 1187 году, но нижний уровень с гробницей сохранился, поскольку мусульмане почитают Марию как мать пророка Исы.
С 1363 по 1757 год церковь принадлежала францисканцам. Затем турки передали храм Иерусалимской православной церкви и Армянской церкви. Сирийская и Коптская православные церкви получили лишь право на совершение богослужений.

### Описание
Храм находится под землёй, вход в него с юга. От входа вниз ведет широкая каменная лестница из 48 ступеней. Подземная церковь имеет форму креста, и в ней находится мраморная кувуклия (то есть небольшая часовня, чуть более чем 2 x 2 м) с гробом Богородицы. Кувуклия имеет два входа, один с запада, второй с севера. Обычно паломники заходят в западный, а выходят через северный вход. За кувуклией, в восточной части храма, находится почитаемая чудотворной Иерусалимская икона Божией Матери русского письма, которая помещена в киот из розового мрамора. Слева от неё, у стены, расположен православный жертвенник. С южной стороны кувуклии, вероятно в начале XVII века, во время турецкого владычества, был устроен михраб, так как мусульмане также почитают Деву Марию, и турки использовали церковь в качестве мечети.
Основной объём храма имеет размер примерно 34 м в длину, с востока на запад, и 6 м в ширину, с севера на юг. Лестница, ведущая в храм, имеет ширину примерно 6,5 м.

### Приделы и престолы
Церковь имеет по меньшей мере девять престолов, и в настоящее время в ней совершают богослужения православные и представители древневосточных православных церквей (армянской, коптской и сиро-яковитской). Католические и протестантские богослужения в храме не совершаются.
- Православный престол (главный) — внутри кувуклии, непосредственно над ложем Божией Матери, на высоте чуть более 0,5 м над ним. С недавних пор армяне получили право совершать на нём службу. Над престолом висят лампады.
- Православный придел Святых Иоакима и Анны — справа при спуске по лестнице, на 23-й ступени. Здесь погребена королева Мелисанда[8], о чём свидетельствует надпись на вмурованной в пол каменной плите.
  - Православный престол в честь святого Иоакима — у восточной стены придела Иоакима и Анны. По преданию, он похоронен под этим престолом[9].
  - Православный престол в честь святой Анны — у северной стены придела Иоакима и Анны. По преданию она похоронена под этим престолом[9].
- Армянский придел Праведного Иосифа Обручника — слева при спуске, примерно в середине лестницы, с 1814 года принадлежит армянам[11].
  - Армянский престол в честь праведного Иосифа Обручника — по преданию, он погребён под этим престолом.
- Православный престол в честь святого первомученика Стефана — сразу при сходе с лестницы на правой стороне у стены[9].
- Православный престол в честь святого Николая — в северной части храма[9].
- Армянский престол — пристроен снаружи к западной стене кувуклии, слева от входа в неё.
- Сиро-яковитский престол — около северного выхода из кувуклии, в особом небольшом приделе[9].
- Коптский престол — в западной части церкви.

### Свидетельство игумена Даниила
В начале XII века паломник игумен Даниил впервые описал гробницу Богородицы на русском языке в сочинении «Житие и хождение игумена Даниила из русской земли»:

Расположен гроб святой Богородицы на ровном месте: была высечена в камне небольшая пещерка с маленькими дверьми, чтобы мог, наклонясь, войти человек; а в глубине той пещеры, напротив дверец, как бы скамья высечена в том же пещерном камне, — на той скамье и было положено тело Пречистой Владычицы нашей Богородицы, и оттуда же взято было в рай, оставаясь нетленным. По высоте пещерка та повыше человеческого роста, а в ширину четыре локтя и так и так; снаружи она, как терем, красиво отделана мраморными плитами. А сверху над гробом святой Богородицы была выстроена очень большая клетская церковь во имя святой Богородицы Успения; ныне же разорено погаными то место. Расположен гроб святой Богородицы внизу под великим алтарём этой церкви.

## Галерея
- Интерьер храма
- Православная икона Успения в храме
- Гробница Богородицы (кувуклия), вид с запада. Слева от входа армянский престол
- Гробница Богородицы (деталь)
- Иерусалимская икона Богородицы
- Гефсиманский грот. Картины с изображениями святых на стенах грота.
- Иерусалимская икона Богородицы
- Внутренний вид центральной части храма
- Схема гробницы Богородицы и Гефсиманского грота